# Molson Coors Beverage Company
Molson Coors Beverage Company è una multinazionale statunitense operante nel settore delle bevande alcoliche creata nel 2005 dalla fusione dell'azienda americana del Colorado Coors Brewing Company con l'azienda canadese Molson Brewery inc. 
Opera principalmente nel mercato nordamericano e in quello europeo tramite le divisioni Molson Coors North America e Molson Coors Europe. La sua sussidiaria MillerCoors LLC è il secondo produttore di birra nel mercato degli Stati Uniti dopo Anheuser-Busch InBev.
Nata come Molson Coors Brewing Company, ha assunto l'attuale denominazione all'inizio del 2020 dopo un piano di riorganizzazione generale dei propri business.

## Storia

### Coors Brewing Company
Le origini dell'azienda risalgono al 1873 quando due tedeschi immigrati negli Stati Uniti, Adolph Coors e Jacob Schueler, decisero di aprire una fabbrica per la produzione di birra a Golden, in Colorado. Dopo aver comprato da un immigrato ceco, William Silhan, i diritti di una ricetta per la manufattura di birra, i due fondarono nel 1873 la società Golden Brewery; dopo aver rilevato nel 1880 la partecipazione di Schueler ed essere così diventato unico proprietario dell'azienda,  Coors, inserendo nella gestione i suoi tre figli Adolph Jr., Herman e Groven rinonimò l'azienda The Adolph Coors Brewing & Manufacturing Co.. Nel 1916 a causa delle leggi del Proibizionismo che vietavano il commercio di alcolici, la società fu costretta a diversificare il suo business in attività come prodotti derivati di latte al malto (diventando uno dei maggiori fornitori di materie prime per la produzione di dolci della Mars, Inc.) e manufatti di porcellana. Adolph Coors muore nel 1929, lasciando la guida dell'attività a suo figlio Adolph Jr. Nel 1959 la Coors fu la prima azienda in assoluto a lanciare sul mercato la vendita di birra in lattine d'alluminio. Nel 1970, dopo la scomparsa di Adolph Jr. le redini della società vengono affidate ai suoi figli William e Joseph "Joe" Coors, nominato nuovo chairman e numero uno indiscusso dell'azienda. Durante gli anni settanta, Coors lancia un'altra innovazione di mercato: la push tab can (ossia la comunissima linguetta per aprire le lattine; prima di allora per estrarne il contenuto si faceva ricorso a mezzi come la church key, cioè una sorta di cavatappi usato in America). La Coors comunque per circa mezzo secolo è rimasta distribuita solamente negli Stati della costa occidentale (ancora nel 1977 era distribuita soltanto in Arizona, California, Colorado, Idaho, Kansas, Montana, Nebraska, Nevada, Nuovo Messico, Oklahoma,Texas, Utah, Wyoming e nella città di Spokane nello Stato di Washington),  rimanendo praticamente sconosciuta negli Stati della East Coast; il mercato dove era più popolare era quello della California. Nonostante varie iniziative promozionali e pubblicitarie nei decenni a seguire (come la sponsorizzazione del Chelsea dal 1994 al 1997 e lo spot sul SuperBowl nel 2001), la Coors è comunque sempre rimasta nell'immaginario del consumatore statunitense come un'azienda rappresentativa della West Coast.

## Posizioni critiche
Gli esponenti della famiglia Coors sono notoriamente conosciuti per forti esposizioni di idee conservatrici: da sempre considerati vicino alle fazioni più fondamentaliste della destra repubblicana degli Stati Uniti, sono stati spesso accusati di esternare punti di vista 
contrari ai comportamenti degli omosessuali e delle minoranze, oltre a sostenere idee liberiste che, durante gli anni della Guerra Fredda, attaccavano duramente il regime sovietico, essendo i Coors forti avversari dello statalismo in generale. Nel 1975 per omaggiare il fondatore della dinastia fu istituita la Adolph Coors Foundation, una sorta di  think tank reazionario (nelle cui riunioni partecipavano anche discussi personaggi della scena americana come Jerry Falwell). Inoltre la famiglia Coors è stata anche accusata di aver indirettamente sostenuto il governo pro-apartheid del Sudafrica ed il partito estremista del Mozambico RENAMO (Resistenza Nazionale Mozambicana). Nonostante varie iniziative filantropiche e alcune dichiarazioni degli esponenti della famiglia Coors in controtendenza con gli ideali da sempre da loro manifestati, la Coors è rimasta inquadrata dal pubblico come un'azienda contraria agli ideali progressisti. La società inoltre non è mai stata benvista neppure dai sindacati americani dei lavoratori per la sua policy nei confronti dei diritti dei dipendenti: nel 1977 i sindacati proclamarono uno sciopero ad oltranza, durato fino all'anno seguente, per boicottare l'azienda a causa delle pessime condizioni di lavoro alle quali erano costretti i dipendenti. Nel febbraio 2020 un ex dipendente licenziato del gruppo ha compiuto una strage (7 morti compreso l'attentatore) in un campus della società a Milwaukee: alcuni mesi prima la Molson Coors aveva annunciato una riorganizzazione che prevedeva la chiusura della sede di Denver ed il trasferimento di decine di posti di lavori in quella di Milwaukee.

### Molson Brewery Ltd.
La società fu fondata a Montréal nel 1786 da John Molson, un inglese emigrato in Canada quattro anni prima. Molson, cominciò a lavorare alla fabbrica di birra Thomas LLoyd, della quale fu prima socio di minoranza e poi rilevò completamente nel 1785. Subito dopo, sospese temporaneamente le attività per tornare in Inghilterra e acquistare macchinari che potessero implementare le capacità di produzione della fabbrica. Tornato in Canada nel 1786, grazie anche ad un libro circa ricette di creazione della birra che aveva acquistato durante la sua assenza cominciò a sviluppare una sua personale formulazione di produzione birraia. Alla fine dello stesso anno Molson aveva già prodotto 4.300 galloni di birra. Grazie anche all'aumento di popolazione, la sua ditta aumentò progressivamente il giro d'affari, tant'è che Molson decise di investire parte dei ricavi diversificando il suo business: acquisì una fabbrica di legnami e, circa un decennio dopo, lanciò The Accomodation, il primo battello a vapore del Canada. Fondò così un'apposita società per gestire il settore, la St. Lawrence Steamboat Company (meglio conosciuta come The Molson Line), la cui attività era il trasporto di merci, beni e persone tra Montréal e Québec; grazie al giro d'affari che la società generò, Molson e i suoi figli fondarono la Molson Bank, che inizierà la sua attività commerciale alla clientela (chartered) nel 1855. Nel 1816 John Molson stabilì una sorta di patto con i suoi tre figli (John Jr., Thomas e William) per far rimanere l'azienda sotto il controllo della famiglia. Nello stesso anno Molson aprì a Montreal la Mansion House, un albergo dove erano anche ospitati ufficio postale, eventi pubblici e culturali e librerie. Nel 1820 l'azienda si trasformò da semplice distilleria a vera e propria industria di birra. Nel 1823 Thomas Molson decise di lasciare l'azienda di per tentare un'iniziativa in proprio, spostandosi da Montreal a Kingston dove aprì una distilleria di birra di sua esclusiva proprietà: ritornerà nell'azienda di famiglia nel 1834. John Molson si ritirò dall'attività nel 1828, lasciando l'azienda in mano ai suoi tre eredi; scomparve nel 1836 all'età di 72 anni. Dopo la sua morte, vari membri della famiglia affiancarono i suoi figli nella conduzione dell'azienda, primo fra tutti John H. R. Molson, mentre William e John Jr. preferirono dedicarsi prevalentemente agli affari della banca. La società cambio nome in Thos. & Wm. Molson & Company, e nel 1844 iniziò la vendita di birre imbottigliate a mano. Nel 1851, a causa dell'aumento del volume di affari, la società acquistò un sito produttivo a Port Hope, in Ontario; nel 1861, dopo una nuova partnership stabilita tra i membri della famiglia William Markland Molson e John Thomas Molson la società ricambia ragione sociale e diventa John H.R. Molson & Bros. nel 1866 a causa di un giro d'affari non soddisfacente, vengono chiuse alcune distillerie ed il sito di Port Hope. Agli inizi del novecento, grazie alla diffusione dell'erogazione di energia elettrica nelle fabbriche in sostituzione del processo di meccanizzazione a vapore, la società può aumenta la sua capacità produttiva con un contenimento dei costi. Nel 1911 la società assume la denominazione Molson Brewery Ltd. Nel 1925 la Molson Bank viene ceduta alla Bank of Montreal. Nel 1930 arriva produrre 15 milioni di galloni; nel 1949 la quota sale a 25 milioni. Nel 1945, avendo necessità di reperire capitali per investimenti, la società decide di offrire al pubblico le sue quote di controllo e di trasformarsi da limited a joint-stock company. Nel 1955 dopo l'apertura del nuovo sito produttivo di Toronto vengono immesse sul mercato le birre Crown e Anchor. Nel 1954 viene lanciata la Molson Golden Beer; subito dopo vengono rilevate tre società: Sick's Brewery nel 1958, Fort Garry Brewery in Winnipeg nel 1959 e Newfoundland Brewery nel 1962. Nel 1959 viene lanciato il prodotto di punta di compagnia, la Molson Canadian. Nel 1962 l'azienda muta di nuovo ragione sociale e forma societaria diventando Molson Breweries Ltd.. Nel 1968 la società compie la sua più grande acquisizione, rilevando l'azienda dell'Ontario Anthes Imperial Ltd., specializzata in settori come acciaieria, logistica, apparecchiature per costruzioni, materiali per ufficio ecc. La grande diversificazione di business compiuta dalla Molson porta ad un nuovo riassetto societario, con la divisione in due società distinte: Molson Breweries of Canada Ltd. per le attività della produzione di birra e la Molson Industries Ltd. come holding generale di tutto il resto del gruppo. Proseguono comunque le acquisizioni: nel 1972 viene rilevata la Beaver Lumber Company Ltd., operatore sul mercato canadese delle bevande alcoliche, e nel 1974 la Formosa Spring Breweries; l'anno precedente aveva di nuovo cambiato in nome in Molson Companies Limited. Nel frattempo la società aveva aperto nel territorio canadese 162 store (la maggior parte in franchising) in cui venivano vari prodotti come vernici, prodotti di ferramenta e per la casa. Nel 1978 viene acquisita l'azienda dell'Illinois Diversey Corporation, prima acquisizione di rilievo effettuata negli Stati Uniti, una società specializzata in prodotti di pulizia e sanitari. Inoltre Molson entra nel business sportivo acquisendo una quota della Club de Hockey Canadiens Inc.(The Montreal Canadiens) e nel Montreal Forum, nonché una società di produzione mediatiche, la Ohlmeyer Communications. Agli inizi degli anni ottanta viene rilevata negli Stati Uniti per $25 miliardi la Basf Wyandotte Co., società specializzata in vari segmenti del settore chimico. Verso la fine degli anni ottanta la società, guidata dal 1988 dal nuovo presidente e Ceo Marshall Cohen, vuole rifocalizzare il suo business nella birra: viene così effettuata nel 1989  una fusione con quote pariteiche con la Elderls IXL Ltd. (ribattezzata poi Foster Brewing Group Ltd.), la più grande conglomerata australiana, che controllava i marchi Foster e Carling. Grazie all'acquisizione della Foster, la Molson ottiene l'ingresso nei mercati di ottanta paesi. Nel 1991 viene effettuata un'altra acquisizione nel ramo della chimica, la DuBois Chemicals Inc., seconda società del settore negli Stati Uniti. Nel 1993 il 20% di Molson Breweries viene ceduto alla compagnia statunitense Miller, che ne diventa l'azionista di riferimento (giacché dopo la fusione con Foster alla vecchia Molson era rimasto solo il 40% del capitale di Molson Breweries); vennero inoltre cedute alcune partecipazioni non più strategiche tra cui Diversey ad Unilever. Alla fine del 1997 Molson e Foster riacquistano da Miller il 20% precedentemente ceduto in Molson Breweries; nel 1998 Molson rileverà da Foster per $133 milioni il pieno controllo della società. Inoltre Molson rileva sempre da Foster la partecipazione da questa detenuta in Coors Canada Inc., salendo al 49.9% del capitale della filiale canadese del gruppo del Colorado. Nel 1995 altro cambio di nome: la società diventa Molson Inc. Nel 1999 viene ceduta la Beaver Lumber.

### Fusione tra Molson e Coors
Nel 2001 viene effettuato il preludio a quella che diventerà la fusione con la Coors: le due società si accordano per una partnership dal valore di $65 miliardi in cui Molson detiene il 50.1% di Coors e la proprietà dei suoi marchi in Canada (tra i quali il prodotto di punta della compagnia statunitense, Coors Light); al contempo Coors detiene il 49.9% della joint venture e ottiene la licenza di distribuzione dei prodotti Molson negli Stati Uniti. La fusione definitiva tra le due società nordamericane avviene nel febbraio 2005: nasce così la Molson Coors Brewing Company Plc.

### MillerCoors, joint venture tra Molson Coors e SABMiller
Nell'ottobre 2007 Molson Coors raggiunge un accordo con la società britannica produttrice di bevande alcoliche SABMiller per formare una joint venture nella quale SABMiller detiene il 58% del capitale e Molson Coors il residuo 42%; alla nuova entità congiunta vengono conferite le proprietà dei marchi e la gestione di tutte le attività di Molson Coors negli Stati Uniti e Portorico, e la licenza del marchio Miller per il mercato canadese I due gruppi danno così vita a MillerCoors LLC. Nel 2015, SABMiller viene rilevata tramite un takeover dalla Anheuser-Busch InBev (proprietaria del brand Bud, la birra leader di mercato negli USA); per regolamento antitrust, SABMiller cede la quota del 58% detenuta in MillerCoors al suo partner nella joint venture Molson Coors, che riprende da sola pieno possesso dei brand e delle operazioni nei mercati statunitense e canadese che aveva spartito con il gruppo britannico. Molson Coors torna alla precedente denominazione Molson Coors Brewing Company plc. Il deal prevede inoltre la cessione da parte di Anheuser-Busch Inbev dei brand del portafoglio SAB Grolsch e Peroni per i mercati europei e del Regno Unito al produttore giapponese Asahi. Nel mercato nordamericano, lo storico marchio di birra italiano è di proprietà di Molson Coors Beverage Co.

## Situazione dal 2019
Nell'ottobre 2019 l'azienda cambia di nuovo nome in Molson Coors Beverage Company plc: seguendo un piano di ristrutturazione complessiva del business della società progettato dal CEO Gavin Hattersley, vengono anche decisi il trasferimento del quartier generale da Denver (storica sede della Coors) a Chicago  e la chiusura dell'impianto produttivo di Irwindale, in California. Il gruppo ha riportato nello stesso anno un fatturato di $242 milioni con utili pari a $2,4 miliardi; le vendite globali dei brand della società sono calate del 3,5%. Nel 2019 la compagnia impiegava 17.700 dipendenti.

## Marchi di Molson Coors Beverage Company
| Marchi                           | Genere           | Paese d'origine |
| -------------------------------- | ---------------- | --------------- |
| Aguila                           | Birra            | Spagna          |
| Apatinsko                        | Birra            | Serbia          |
| Aquarelle                        | Vodka            | Italia          |
| Arnold Palmer Spiked Half & Half | Bevande          | Stati Uniti     |
| Aspall                           | Sidro            | Inghilterra     |
| Astika                           | Birra            | Bulgaria        |
| Barmen                           | Birra            | Stati Uniti     |
| Bella Amari                      | Bevande miste    | Canada          |
| Bergenbier                       | Birra            | Romania         |
| Bergenbier Non-Alcoholic         | Birra analcolica | Romania         |
| Black Horse                      | Birra            | Canada          |
| Black Ice                        | Birra            | Canada          |
| Blue Moon                        | Birra            | Stati Uniti     |
| Blue Moon Light                  | Birra            | Stati Uniti     |
| Bohemian                         | Birra            | Canada          |
| Borsodi                          | Birra            | Ungheria        |
| Branik                           | Birra            | Repubblica Ceca |
| Burgasko                         | Birra            | Bulgaria        |
| Caffrey's                        | Birra            | Irlanda         |
| Cape Line Sparkling Cocktails    | Bevande miste    | Stati Uniti     |
| Carling                          | Birra            | Canada          |
| Cobra                            | Birra            | India           |
| Colorado Native                  | Birra            | Stati Uniti     |
| Cool                             | Birra            | Stati Uniti     |
| Coors Banquet                    | Birra            | Stati Uniti     |
| Coors Edge                       | Birra            | Stati Uniti     |
| Coors Light                      | Birra analcolica | Stati Uniti     |
| Coors Non Alcoholic              | Birra analcolica | Stati Uniti     |
| Creemore Springs                 | Birra            | Canada          |
| Crispin Cider                    | Sidro            | Stati Uniti     |
| Cristal                          | Birra            | Cuba            |
| Cusquena                         | Birra            | Perù            |
| Extra Gold Lager                 | Birra            | Stati Uniti     |
| Foster's                         | Birra            | Australia       |
| Franciscan Well                  | Birra            | Irlanda         |
| George Killian's Irish Red       | Birra            | Irlanda         |
| Granville Island Brewing         | Birra            | Canada          |
| Grolsch Premium Lager            | Birra            | Paesi Bassi     |
| Hamm's                           | Birra            | Stati Uniti     |
| Henry Weinhard's                 | Birra            | Stati Uniti     |
| Henry Weinhard's Gourmet Soda    | Birra            | Stati Uniti     |
| Henry's Hard Soda                | Birra            | Stati Uniti     |
| Henry's Hard Sparkling Water     | Bevande soda     | Stati Uniti     |
| Herman Joseph's Private Reserve  | Birra            | Stati Uniti     |
| Hop Valley Brewing Co.           | Birra            | Stati Uniti     |
| Ice House                        | Birra            | Stati Uniti     |
| India Beer                       | Birra            | Canada          |
| Jelen                            | Birra            | Serbia          |
| Kamenitza                        | Birra            | Bulgaria        |
| Kamenitza Non-Alcoholic          | Birra analcolica | Bulgaria        |
| Keystone                         | Birra            | Stati Uniti     |
| Laurentide                       | Birra            | Canada          |
| Lech Premium                     | Birra            | Polonia         |
| Leinenkugel's                    | Birra            | Stati Uniti     |
| Mad & Noisy                      | Birra            | Stati Uniti     |
| Mad Jack                         | Birra            | Canada          |
| Magnum                           | Liquore          | Scozia          |
| Mickey's                         | Liquore          | Stati Uniti     |
| Miller Genuine Draft             | Birra            | Stati Uniti     |
| Miller High Life                 | Birra            | Stati Uniti     |
| Miller Lite                      | Birra            | Stati Uniti     |
| Miller64                         | Birra            | Stati Uniti     |
| Milwaukee's Best                 | Birra            | Stati Uniti     |
| Molson Canadian                  | Birra            | Canada          |
| Molson Canadian Cold Shots       | Birra            | Canada          |
| Molson Dry                       | Birra            | Canada          |
| Molson Exel                      | Birra            | Canada          |
| Molson Export                    | Birra            | Canada          |
| Molson Stock Ale                 | Birra            | Canada          |
| Molson Ultra/Molson67            | Birra            | Canada          |
| Movo                             | Vino             | Stati Uniti     |
| Niksicko                         | Birra            | Montenegro      |
| Noroc                            | Birra            | Romania         |
| Old Style Pilsner                | Birra            | Canada          |
| Old Vienna                       | Birra            | Canada          |
| Olde English 800                 | Liquore          | Stati Uniti     |
| Ostravar                         | Birra            | Repubblica Ceca |
| Ozujsko                          | Birra            | Croazia         |
| Pernstejn                        | Birra            | Repubblica Ceca |
| Porter Pardubicky                | Birra            | Repubblica Ceca |
| Pravha                           | Birra            | Repubblica Ceca |
| Red Dog                          | Birra            | Stati Uniti     |
| Redd's Hard Apple                | Birra            | Stati Uniti     |
| Redd's Wicked Apple              | Birra            | Bulgaria        |
| Rekorderlig                      | Sidro            | Svezia          |
| Revolver                         | Birra            | Stati Uniti     |
| Rickard's                        | Birra            | Canada          |
| Saint Archer                     | Birra            | Stati Uniti     |
| Saint Archer Gold                | Birra            | Stati Uniti     |
| Sharp                            | Birra            | Inghilterra     |
| Smith & Forge Hard Cider         | Sidro            | Stati Uniti     |
| Sol Cerveza                      | Birra            | Messico         |
| Sparks                           | Liquore          | Stati Uniti     |
| Standard Lager                   | Birra            | Canada          |
| Staropramen                      | Birra            | Repubblica Ceca |
| Staropramen Non-Alcoholic        | Birra analcolica | Repubblica Ceca |
| Steel Reserve Alloy Series       | Bevande          | Stati Uniti     |
| Taxis Pardubicky                 | Birra            | Repubblica Ceca |
| Terrapin                         | Birra            | Stati Uniti     |
| Tomislav Crno Pivo               | Birra            | Croazia         |
| Tyskie Gronie                    | Birra            | Polonia         |
| Wanderoot                        | Sidro            | Canada          |
| Winterfest                       | Birra            | Stati Uniti     |
| Worthinghton's                   | Liquore          | Inghilterra     |

## Azionariato
Al 03/2020: Molson Coors Beverage Co. (USA) 
- The Vanguard Group, Inc.	    11.14%
- Dodge & Cox			    10.64%
- SSgA Funds Management, Inc.	     4.77%
- BlackRock Fund Advisors	     4.70%
- Independent Franchise Partners LLC  4.11%
- SV Asset Management	             2.37%
- Capital Management, Inc.	     1.97%
- Geode Capital Management LLC        1.50%
- Clarkston Capital Partners LLC	     1.22%
- Dimensional Fund Advisors LP	     1.19%